# Aeroportul Darchula
Aeroportul Darchula (IATA: DAP, ICAO: VNDL) este un aeroport din Nepal.
aeroportul dispune de o singură pistă.